# 胡格利河

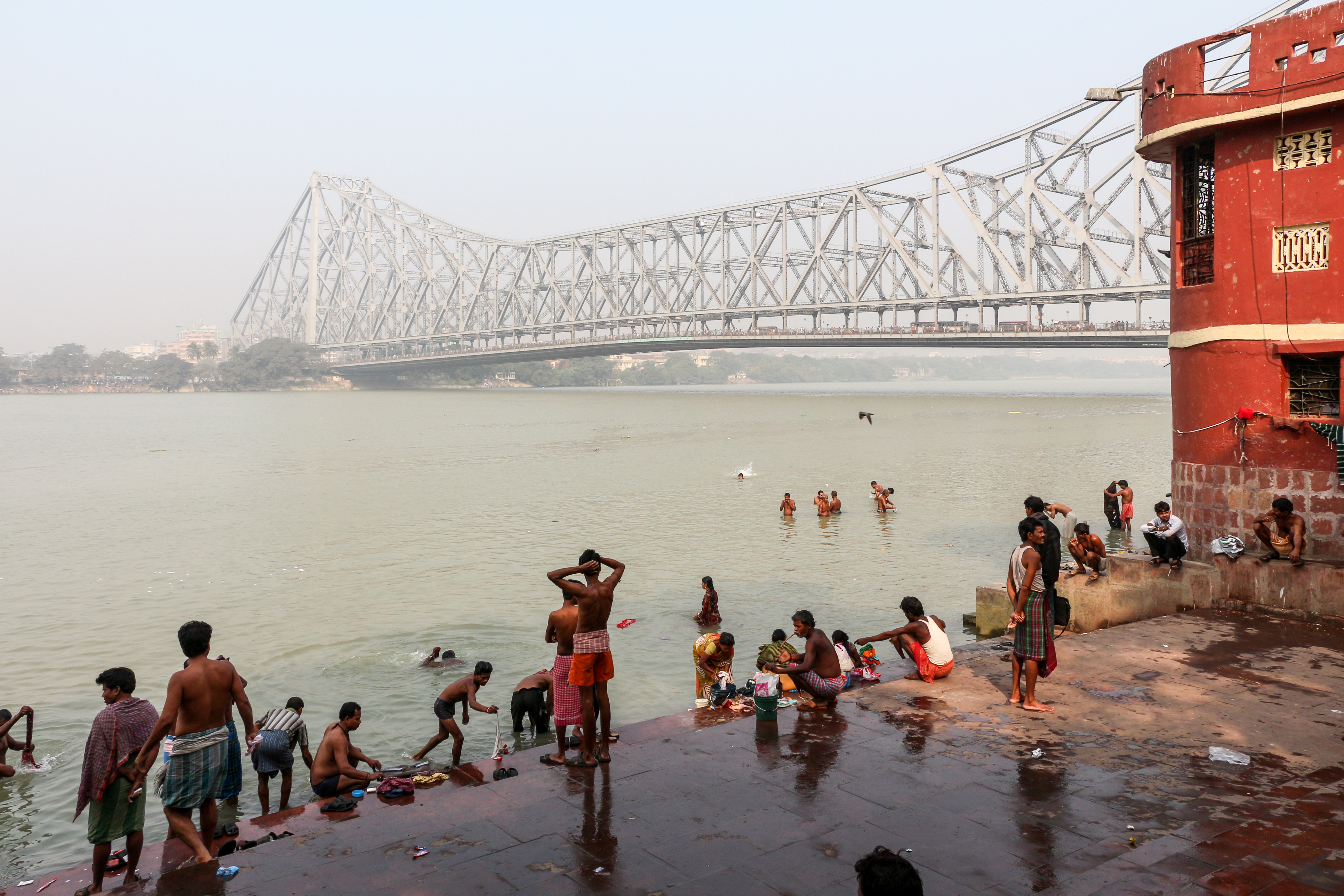
胡格利河

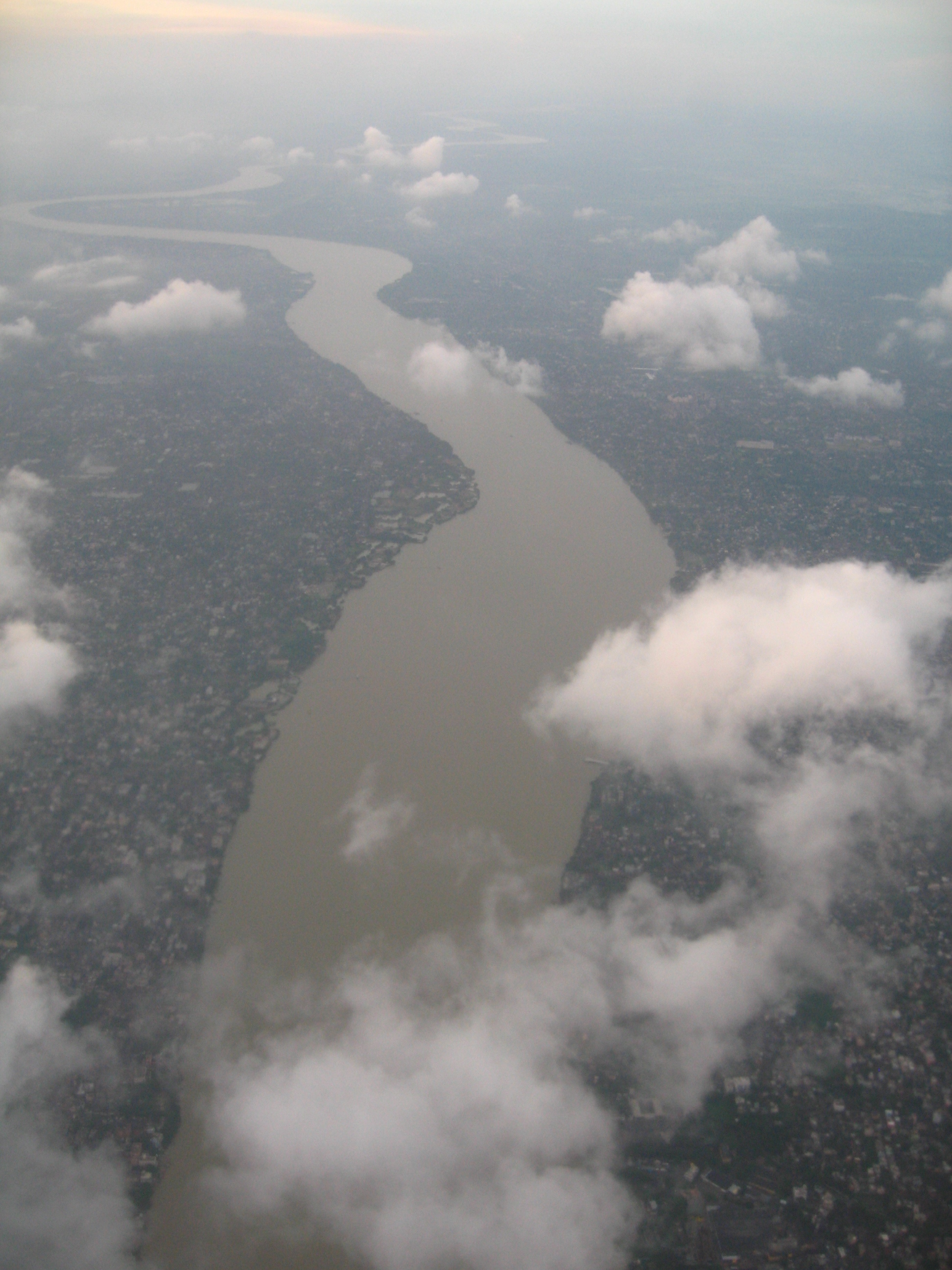
在豪拉市 Bally 縣看到的胡格利河

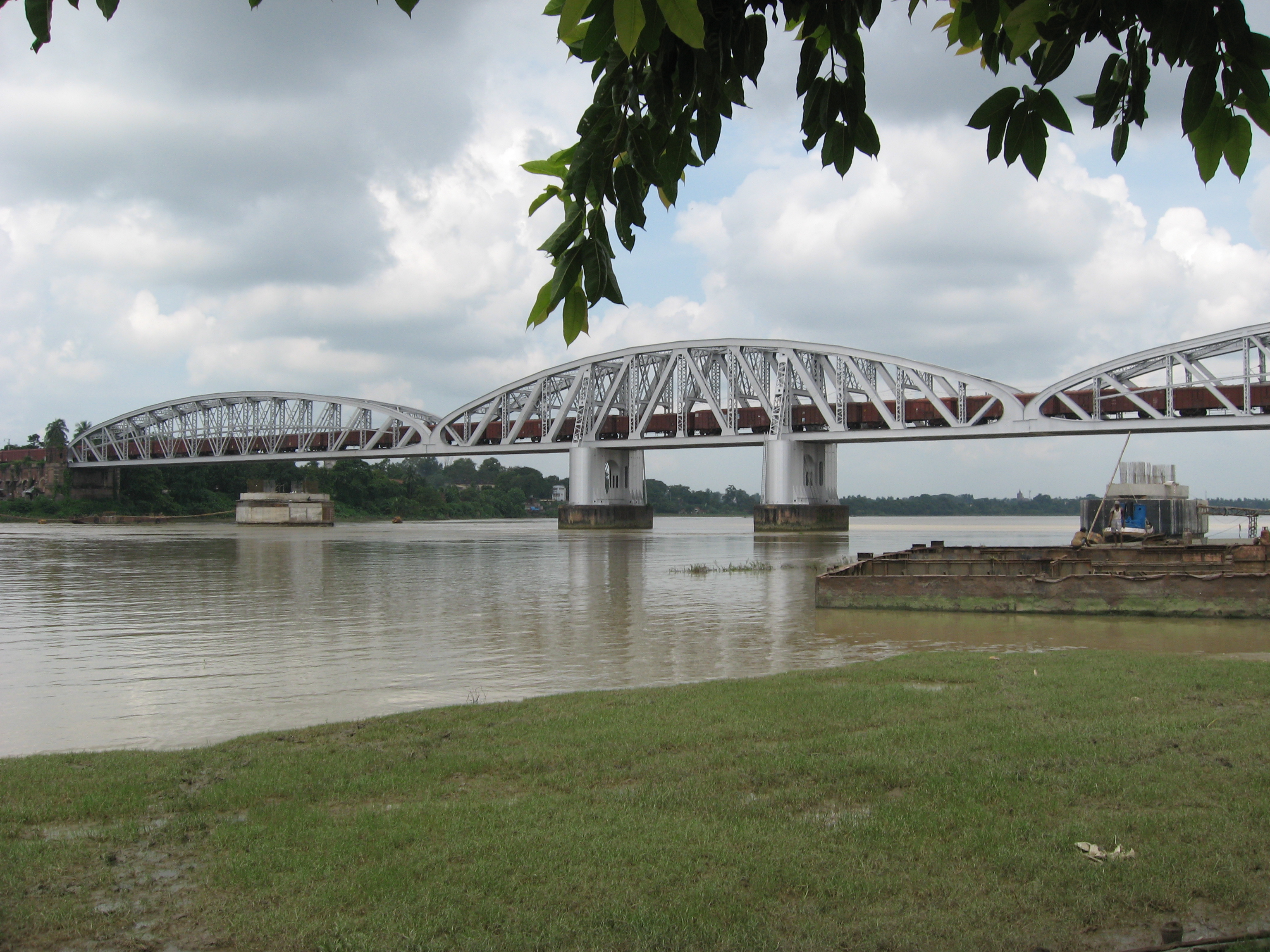
在 Naihati 和 Bandel 之間的 Jubilee 橋橫跨胡格利河

胡格利河 （孟加拉语 হুগলী, Huglī；英语：Hooghly River）位于印度，是恒河下游的一条分流，长约260千米，它在Baharampur市附近从恒河分叉出去，向南穿越 西孟加拉邦，流经双子城加尔各答和豪拉，最后注入孟加拉湾。它最有名的2条支流是Damodar河和Rupnarayan河。